# Pirri (calciatore)
Pirri, pseudonimo di José Martínez Sánchez (Ceuta, 11 marzo 1945 ), è un ex calciatore spagnolo, di ruolo centrocampista.
Fu nazionale spagnolo per dodici anni. Detiene il primato di gol per un difensore con la maglia del Real Madrid (122 in 417 presenze), club di cui fu una bandiera per sedici anni, dal 1964 al 1980.
Dal dicembre 1999 al settembre 2000 fu direttore sportivo del Real Madrid.

## Carriera

### Club
Nativo di Ceuta, iniziò la carriera in alcune formazioni locali (Imperio de Riffien, SD Ceuta e CA Ceuta), prima di approdare al Granada, dove venne impiegato come interno destro di centrocampo.
Nel 1964 passò al Real Madrid facendo parte della generazione Yé-yé, e qui il suo raggio d'azione arretrò, finendo per agire come libero. Nella squadra madrilena esordì sostituendo Ferenc Puskás in una partita contro il Barcellona e vi trascorse l'intera carriera, disputando sedici stagioni. Atleta prestante e dalla grande grinta, fu uno dei componenti del forte Real Madrid di quel periodo, con la cui maglia vinse dieci titoli di Primera División, quattro Coppe del Re e una Coppa dei Campioni.
Nel 1980 firmò per il Puebla FC, squadra del campionato messicano nelle cui file militò per due anni prima del ritiro. A Puebla terminò anche gli studi di medicina.

### Nazionale
Debuttò nelle file della nazionale spagnola il 13 luglio del 1966 a Birmingham contro l'Argentina, segnando il gol della Spagna, sconfitta per 2-1. Prese poi parte al campionato del mondo 1966 e al campionato del mondo 1978. Disputò l'ultima partita in Nazionale l'11 giugno 1978 a Buenos Aires: Spagna-Svezia 1-0.

## Palmarès

### Club

#### Competizioni nazionali
- Campionato spagnolo: 10

Real Madrid: 1964-1965, 1966-1967, 1967-1968, 1968-1969, 1971-1972, 1974-1975, 1975-1976, 1977-1978, 1978-1979, 1979-1980
- Coppa di Spagna: 4

Real Madrid: 1969-1970, 1973-1974, 1974-1975, 1979-1980

#### Competizioni internazionali
- Coppa dei Campioni: 1

Real Madrid: 1965-1966